# Železniční trať Žitava–Heřmanice
Železniční trať Žitava–Heřmanice byla úzkorozchodná dráha spojující německou Žitavu, polské město Bogatynia (dříve německé Reichenau) a české Heřmanice v okrese Liberec. Měla rozchod koleje 750 mm a řadila se do sítě saských úzkorozchodných drah.

## Historie

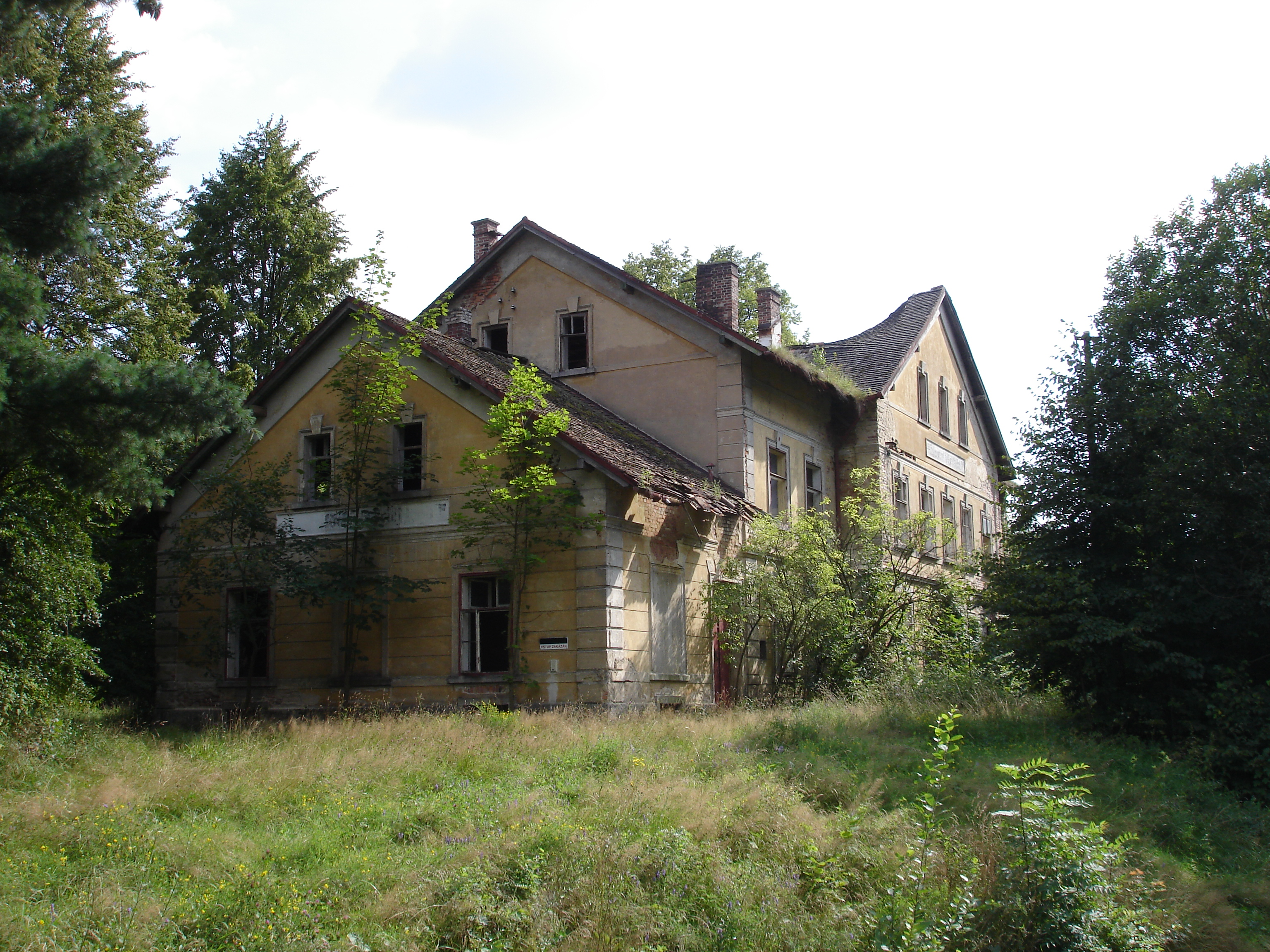
Bývalé nádraží v Heřmanicích

Kvůli těžbě hnědého uhlí a následnému rozvoji průmyslu mezi Türchau (dnes Turoszów) a Reichenau (dnes Bogatynia) postavily v letech 1883–1884 saské státní dráhy 13,72 km dlouhou trať ze Žitavy přes Reichenau do Markersdorfu (dnes Markocice) poblíž sasko-českých hranic; zprovozněna byla 11. listopadu 1884. V roce 1890 byla zprovozněna trať ze Žitavy do Oybinu, která se z této dráhy odpojovala v kilometru 1,65. Na rakouské straně byla k sasko-českým hranicím stavěna trať z Frýdlantu. Žitavská dráha byla 25. srpna 1900 prodloužena z Markersdorfu o 2,2 km do pohraniční stanice Heřmanice, kde se napojila na frýdlantskou trať se shodným rozchodem, která byla zprovozněna stejného dne.
Provoz mezi Žitavou a Heřmanicemi byl ukončen po druhé světové válce 22. června 1945, kdy původně německé území mezi Lužickou Nisou a Heřmanicemi připadlo včetně tratě Polsku. Z německé strany byly u nových hranic demontovány kolejnice. Na polském úseku zahájily PKP v roce 1951 provoz mezi Sieniawkou a Bogatyní, odkud vlaky pokračovaly po uhelné úzkorozchodné dráze do Turoszowa. V roce 1959 byl zprovozněn úsek z Bogatyně do Markocic, ale zdejší hraniční přechod do Heřmanic byl zrušen již v roce 1945. Provoz na celé dráze ze Sieniawky do Turoszowa a Markocic byl zastaven v roce 1961. Během sedmdesátých let 20. století zaniklo kvůli rozšíření těžby uhlí těleso trati mezi Sieniawkou a vsí Opolno-Zdrój.